# Alan Slavikovich Chochiyev
Alan Slavikovich Chochiyev (tiếng Nga: Алан Славикович Чочиев; sinh ngày 7 tháng 9 năm 1991) là một tiền vệ bóng đá người Nga thi đấu cho F.K. Krylia Sovetov Samara.

## Sự nghiệp câu lạc bộ
Anh ra mắt chuyên nghiệp cho F.K. Volgar-Gazprom Astrakhan vào ngày 4 tháng 4 năm 2011 trong trận đấu tại Russian First Division trước F.K. Nizhny Novgorod.